# 二度目の恋
『二度目の恋』（にどめのこい）は、藤田麻衣子の1枚目のミニアルバム。2010年10月6日にMW RECORDSから発売された。

## 概要
前作『さわって』から約9か月ぶりとなるアルバム。初回限定盤には、「二度目の恋」のMusicVideoと2010年ツアー～さわって～最終日(2010年5月7日)C.Cレモンホールでのライブ映像を収録したDVDが付属。

## 収録曲
全曲作詞・作曲：藤田麻衣子
- CD

1. あなたをすきになって
2. 二度目の恋
日本テレビ『音龍門』2010年9月度Baby Dragon's Gate
3. 戸惑い
5枚目のシングル「瞬間」のカップリング。ニンテンドーDS用ゲームソフト『真・翡翠の雫 緋色の欠片2 DS』オープニングテーマ。
4. さよなら
5. 助手席
6. 明日も笑おう

- DVD(初回限定盤のみ)

＜Tour 2010 ～ さわって～ 2010.5.7 SHIBUYA C.C.Lemon Hall＞
1. 君が呼ぶのなら
2. 未来を
3. ずっと続いていくもの
4. 友達
5. Girls Shopping
6. 写真
7. パンジー
8. 触って
9. ～MC～
10. あなたが教えてくれたこと
11. 土曜日、ゆずらない私
12. 君が手を伸ばす先に
13. あなたは幸せになる

＜Music Video＞
1. 二度目の恋